# Achwa
Der Achwa ist ein Fluss in Uganda und Südsudan.

## Verlauf
Der Fluss hat seine Quellen im Nordosten Ugandas. Er verläuft in nordwestliche Richtung. Auf seinem Weg nimmt er von rechts seine beiden wichtigsten Nebenflüsse, den Agago und den Pager, auf. Kurz nach dem Überqueren der Grenze zum Südsudan mündet der Achwa, hier unter dem Namen Aswa, in den Bahr al-Dschabal.

## Hydrometrie
Die Abflussmenge des Achwa wurde am Pegel Old Bridge über die Jahre 1940 bis 1980 in m³/s gemessen.

## Energiegewinnung
Der Fluss wird zur Energiegewinnung genutzt. Es wurden drei Orte als geeignet befunden, um dort Wasserkraftanlagen zu installieren. Die Anlage mit dem Namen Achwa II ging 2019 in Betrieb. Die Anlage Achwa I befindet sich im Bau und sollte 2021 in Betrieb gehen. Achwa III ist in Planung.

## Abgrenzung
Es gibt in Uganda einen weiteren, deutlich kleineren Fluss namens Aswa, der in den Albert-Nil mündet.